# Isaac Mayer Wise
Isaac Mayer Wise (ur. 29 marca 1819 w Plesná w Czechach, zm. 26 marca 1900 w Cincinnati w Ohio; właściwie Isaac Mayer Weis) – naczelny rabin USA. Studiował w Pradze, Bratysławie i Wiedniu. Zanim wyjechał do USA, był rabinem w Radnicach. W Ameryce przyczynił się do dalszego zreformowania judaizmu. Prowadził nabożeństwa po angielsku, a nie po hebrajsku. Jako pierwszy zaczął wliczać kobiety do minjanu. Założył w 1875 roku Hebrew Union College, a w 1889 roku Central Conference of American Rabbis.